# Dalespony

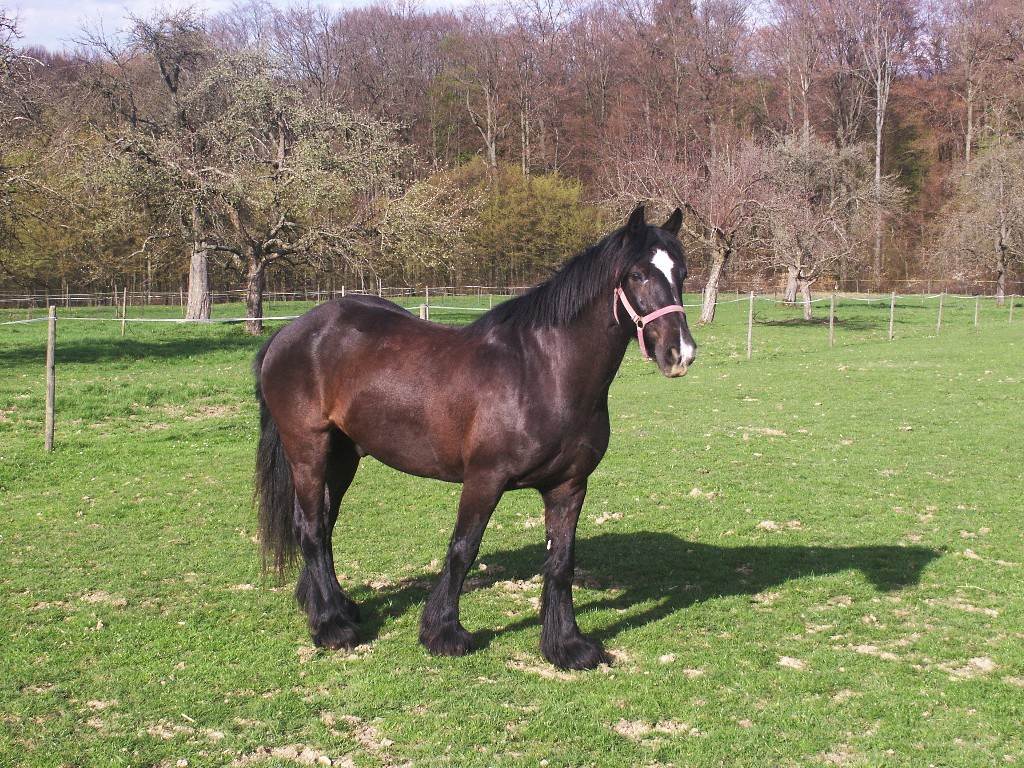
Dalespony

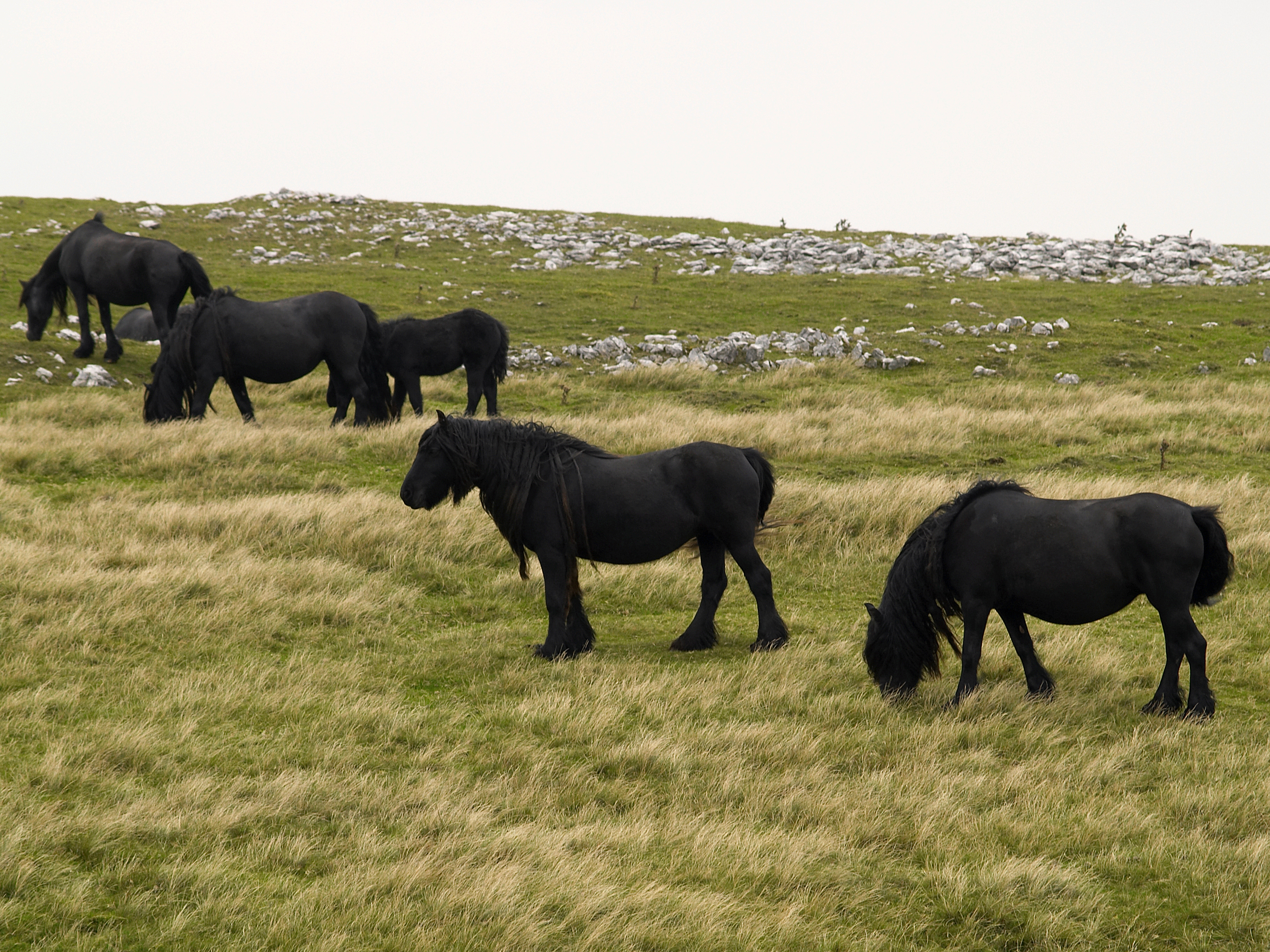
Dalespony's in halfwilde kudde

De dalespony, of kortweg dales, is een ras van bergpony's uit het oostelijke gedeelte van het Penninisch Gebergte in het noorden van Engeland. Het ras is nauw verwant aan de fellpony en behoort tot de zeldzame huisdierrassen.
De paarden werden in het verleden gebruikt als lastdier voor het transport van looderts uit de mijnen. In de omgeving van het Yorkshire Dales National Park leven nog kleine bestanden van deze paardjes in halfwilde kuddes.

## Kenmerken
De dalespony is een sterke en geharde bergpony met een goed gestel. De stokmaat ligt over het algemeen tussen 135 en 147 centimeter. De paarden hebben een vrij korte rug, hetgeen typisch is voor een pakpony. De benen zijn krachtig en de hoeven zijn vrij groot. De kleuren zijn vooral zwart en bruin, maar schimmel en roan zijn ook toegestaan. Witte aftekeningen zijn met mate toegestaan aan het hoofd en aan de koten van de achterbenen. De manen en de staart zijn vol en de paarden hebben veel behang aan de voeten.

## Geschiedenis
In 2009 werden bij Ribchester fossiele resten van paarden uit de Romeinse tijd gevonden. De Romeinen noemden de bevolking van die regio's Gabrantovici, oftewel 'bereden strijders'.
Het Dalesgebied waar de pony's vandaan komen is een woest heuvellandschap. De mijnbouw en het gebruik van de pony's heeft een eeuwenlange geschiedenis. Eind 18e eeuw werd de dalespony gebruikt als lastdier voor het vervoer van looderts naar de smeltovens, voor het vervoer van brandstof zoals hout en steenkool naar de ovens en voor het vervoer van lood naar de overslagplaatsen. De paarden moesten zware lasten vervoeren door de regio's Northumberland en Durham. Dalespony's werden in colonnes van tien tot twintig als 'paktreinen' naar de plaatsen van bestemming geleid, waarbij iedere pony een last tot ruim honderd kilo droeg.
Aangenomen wordt dat de dalespony is ontstaan door kruisingen van paarden van het vasteland van Europa, zoals het Fries paard, met de oorspronkelijke bergpony's in Engeland, zoals de Keltische pony en de nu uitgestorven Schotse galloway. De Friese paarden werden bijvoorbeeld door Nederlanders meegenomen naar Engeland voor het werk in de drooglegging van veengebieden. Door het kruisen van de lokale pony's met de Friese paarden kreeg de dalespony zijn karakteristieke kenmerken. De dales heeft zich door de eeuwen heen succesvol aangepast aan de veranderende omstandigheden. In de 19e eeuw werd hij populair als een prima draver, die tijdens drafrennen goed kon presteren. Daarvoor werd ingekruist met verschillende Engelse rassen van goede dravers, zoals de Norfolk trotter en Welsh cob.
De pony's werden in de eerste helft van de 20e eeuw nog gebruikt door de Britse cavalerie voor het transport van goederen. De motorisering van het transport en de landbouwmechanisatie in de tweede helft van de 20e eeuw betekende bijna het einde voor de dalespony. Door vereende krachten van de (hernieuwde) Dales Pony Society kon het ras bewaard blijven. Raszuivere dalespony's worden sinds 1964 geregistreerd in het stamboek.

## Gebruik
Door zijn betrouwbare karakter is de dalespony een veelzijdig dier. Dalespony's kunnen in meerdere takken van de paardensport ingezet worden, zowel onder het zadel als in de mensport. Het ras wordt bijvoorbeeld gebruikt voor de jacht, dressuur, springen en lange-afstandsrijden.

## Afbeeldingen

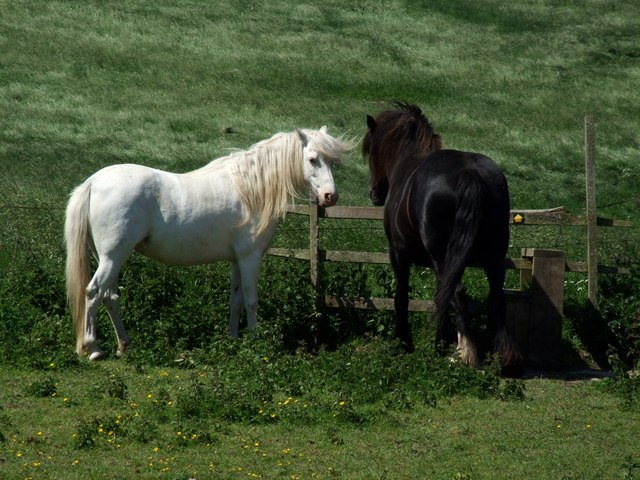
Pony's bij Snipe Dales
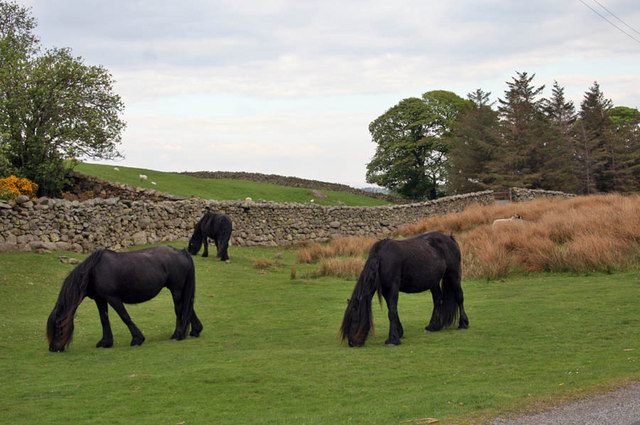
Dalespony's nabij Calebreck
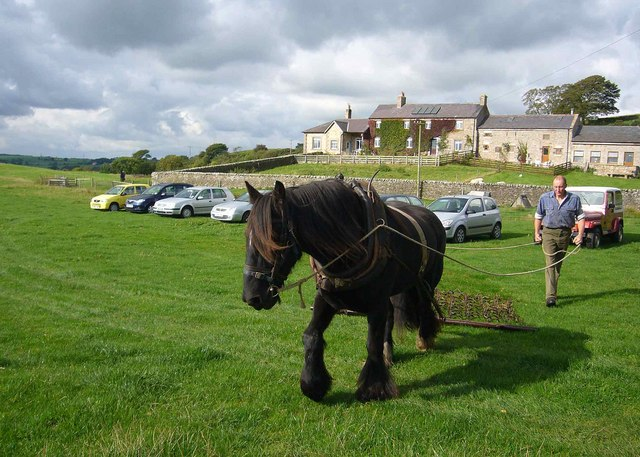
Voor de eg